# 小行星7444
小行星7444（英語：7444）是一颗围绕太阳公转的小行星。1996年10月9日，上田清二、金田宏在钏路市发现了此天体。
这颗小行星的绝对星等为359.2307487182289等。